# Alt er okay
Alt er okay er en dansk kortfilm fra 2015, der er instrueret af Sara Fink.

## Handling
Filmen handler om en mor, der begår overgreb på sin datter og til sidst driver hende så langt ud, at hun ender med at gøre skade på både sig selv og sin mor.

## Medvirkende
- Josephine, Liv
- Anja Lund, Michelle
- Christine Larsen, Charlotte
- Katrine Rahbek, Charlottes datter